# Rynn Lim
Lim Yee Chung Rynn (chino: 林 宇 中, pinyin: Lǐn Yuzhong, 29 de diciembre de 1978 en Kuching, Sarawak), es un cantante chino nacido en Malasia. Participó colaborando en los medios de comunicación de Malasia en la cadena televisiva Media Prima Berhad y en Singapur en la cadena MediaCorp Studios Pte Ltd.

## Álbum
- 2005 - 个人首张专辑 Ge Ren Shou Zhang Zhuan Ji (Debut album)
- 2007 - 淋雨中 Lin Yu Zhong (In The Rain)
- 2008 - 干物世界 Gan Wu Shi Jie (Homely Life)
- 2009 - All About Rynn 新歌 + 自选集

## Premios
- 2006 - Best Newcomer at the 17th Golden Melody Awards (Taiwán)
- 2006 - Most Popular New Artiste in the 6th Global Chinese Song Festival Awards
- 2006 - Most Popular K-song Award (Bronze) for 《靠岸》 (Kao An) in the Malaysia 2006 Entertainment Awards
- 2006 - Top 10 International Original Composition for 《靠岸》 (Kao An) in the Malaysia 2006 Entertainment Awards
- 2006 - Top 10 Local Original Composition for 《失恋学》 (Shi Lian Xue) in the Malaysia 2006 Entertainment Awards
- 2006 - Golden Award for Best New Artiste in the Malaysia 2006 Entertainment Awards

## Ads
- 2007 - Sony Cyber-shot T100
- 2007 - Sony Album T camera
- 2007 - Darlie
- 2007 - Aeras Eyewear (Malaysia)
- 2008 - Biotherm for Men
- 2008 - Sony Cyber-shot T300
- 2009 - Sennheiser

## Actuación profesional
| Año  | Drama                                                                                                   | Personaje              |
| ---- | --- | ---------------------- |
| 2006 | The Beginning - a collaboration of Media Pima Berhad and MediaCorp Studios Pte Ltd                      | Tie Dongliang (Tietou) |
| 2007 | Smile For Me / 十分笑容 - Jointly presented by Astro AEC and Sony Cybershot, directed by Hor Chee Leong | Yu Zhong (宇中)        |
| 2009 | 高校铁金刚                                                                                              | 铁金刚                 |
| 2009 | 稽查专用                                                                                                | Andy                   |